# Пейнас, Якоб Симонс
Якоб Симонс Пейнас (нидерл. Jacob Symonsz Pynas; после 1585, Харлем — после 1656, Делфт) — голландский живописец, рисовальщик и гравёр Золотого века искусства Голландии. Pоманист. Прерембрандтист.

## Биография

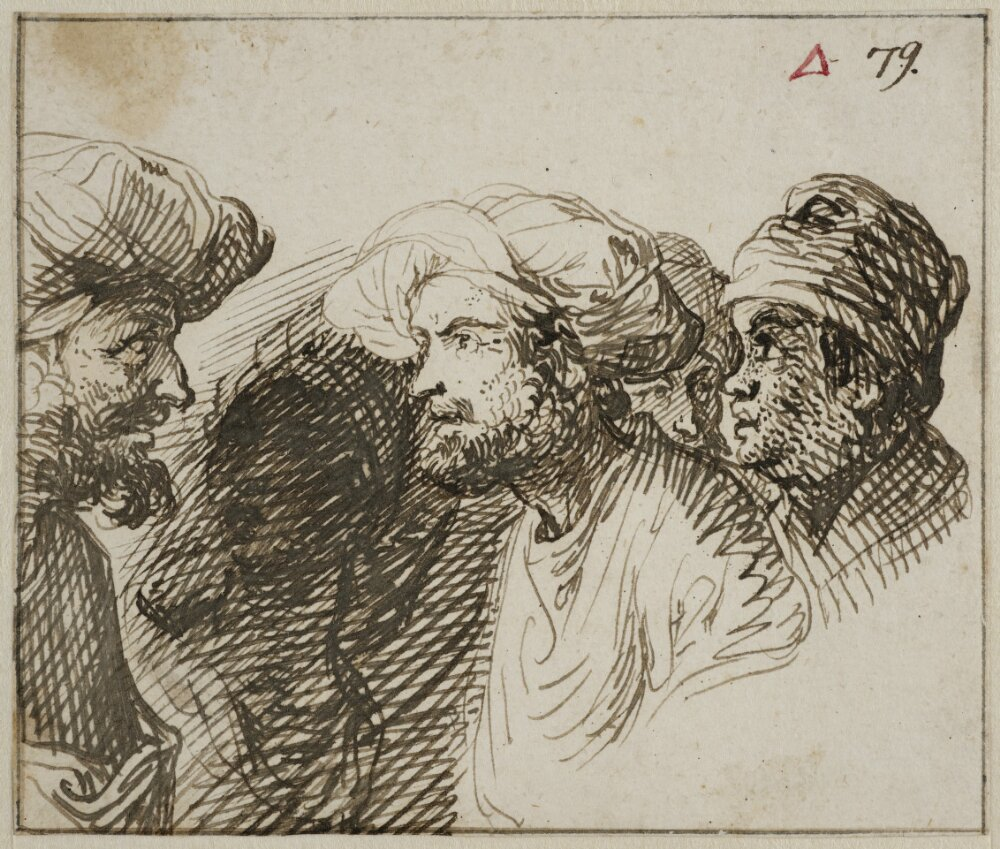
Восточные головы в тюрбанах. Бумага, тушь, перо. Национальный музей изобразительных искусств, Стокгольм

Якоб был младшим братом художника Яна Симонса Пейнаса (1583—1631). Братья Ян и Якоб родились в аристократической многодетной католической семье, в которой было девять детей. Их отец, Симонс Янс Брауэр (?—1624), торговец из Алкмара стал гражданином Амстердама в 1590 году. Их сестра Мейнсие Симонсдр Пейнас была замужем за художником Яном Тенгнагелем. До 1930-х годов произведения братьев Пейнас часто путали, так как свои картины они подписывали одинаково «J. Pynas».
По словам Арнольда Хоубракена, автора книги жизнеописаний «Великий театр нидерландских художников и художниц» (De Groote Schouburgh der Nederlantsche Konstschilders en Schilderessen, 1718—1721) Ян и Якоб Пейнас «хорошо рисовали пейзажи и фигуры, но Ян был лучше, чем Якоб». Якоб отправился в Италию в 1605 году вместе с братом и Питером Ластманом. Там они провели несколько лет, занимаясь изучением искусства старых итальянских мастеров. Они работали в Риме и Венеции.
В Риме Ян Симонс дружил с Адама Эльсхаймером и Якобом Эрнстом Томаном фон Хагельштейном. Его сестра Meинсге была замужем за художником Яном Тенгнагелем. Несколько месяцев в 1625 году после ученичества у Питера Ластмана в амстердамской мастерской известных уже в то время художников братьев Яна и Якоба Пейнас занимался Рембрандт, прежде чем открыть собственную студию в Лейдене.
Якоб стал известен картинами, привезёнными из Италии, однако эти картины могли быть основаны на эскизах, привезенных его братом Яном, поэтому у специалистов нет полной уверенности, что Якоб вместе с братом путешествовал по Италии. Он был гражданином Делфта с 1631 года и между 1632 и 1639 годами стал членом Гильдии Святого Луки.
Как и другие голландские художники Якоб Симонс Пейнас много внимания уделял сюжетам из книг Ветхого Завета, которые в то время имели для голландцев, боровшихся за свою независимость, особую актуальность. В Италии значительное влияние на братьев Пейнас оказало творчество немецкого живописца, романиста Адама Эльсхаймера (1578—1610), и караваджиста Карло Сарачени (1570—1620). Поэтому творчество Якоба Пейнаса, как и его брата, относят к искусству романистов — поклонников итальянской, римской культуры.
Известно также несколько случаев, когда работы приписывались Эльсхаймеру, хотя в действительности принадлежали братьям Пейнасам, например, картина «Меркурий и Герса» (1618), авторство которой теперь по праву отнесено Яну и Якобу Пейнасам. Братьев Пейнас также относят к группе голландских художников, называемых прерембрандтистами.

## Галерея

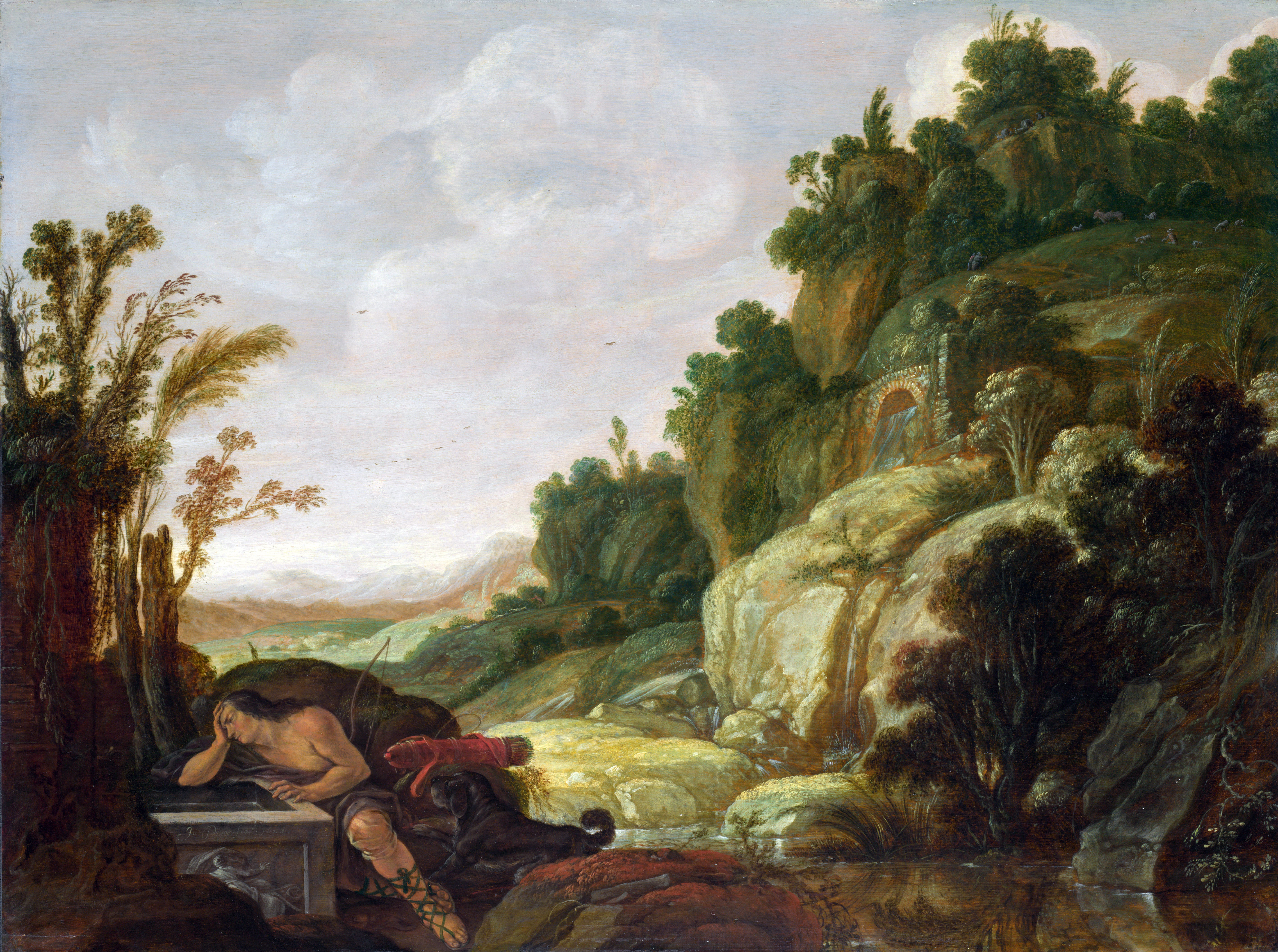
Горный пейзаж с Нарциссом. 1628. Дерево, масло. Национальная галерея, Лондон
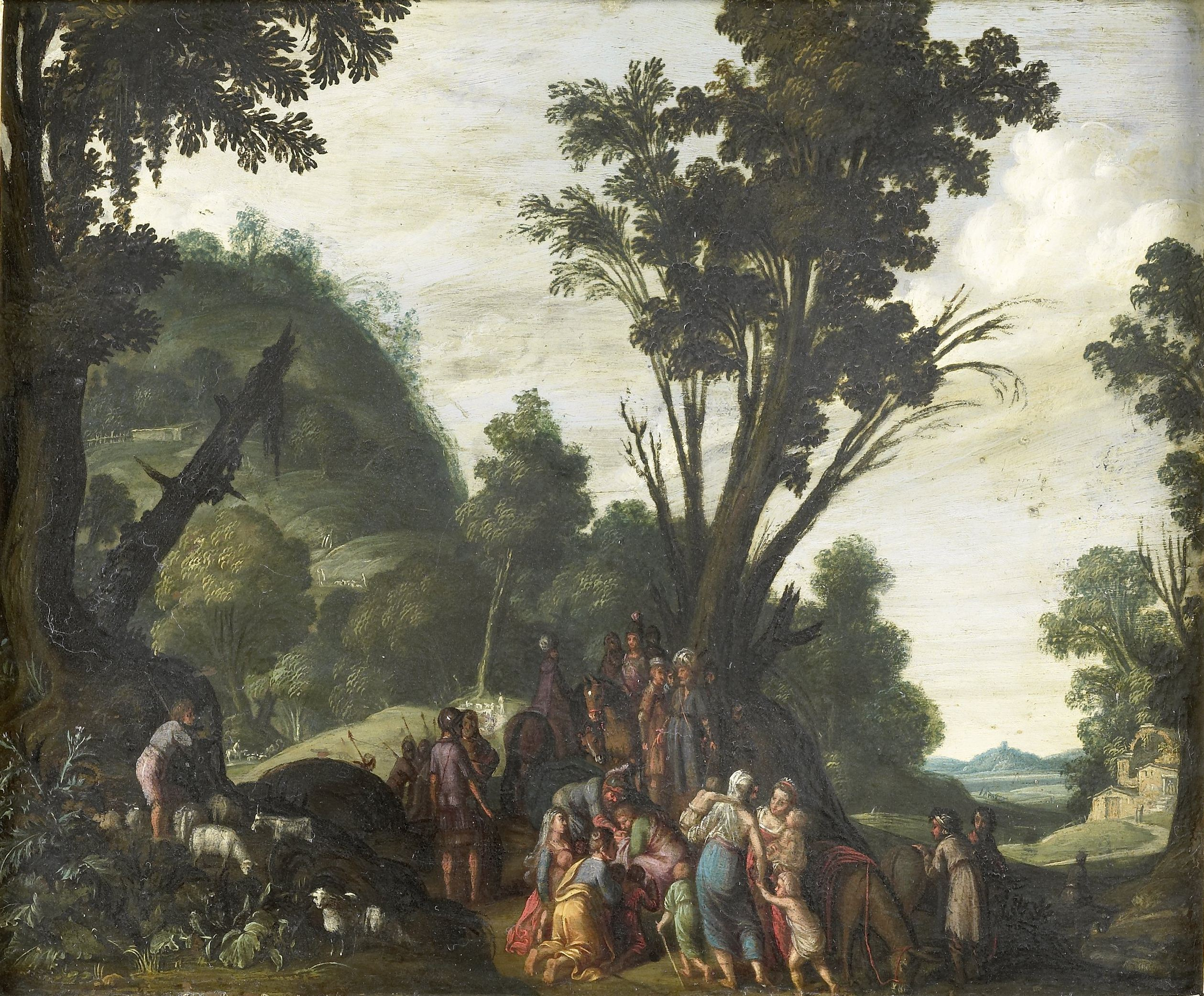
Встреча Иакова и Исава. Между 1610 и 1620. Медь, масло. Рейксмюсеум, Амстердам
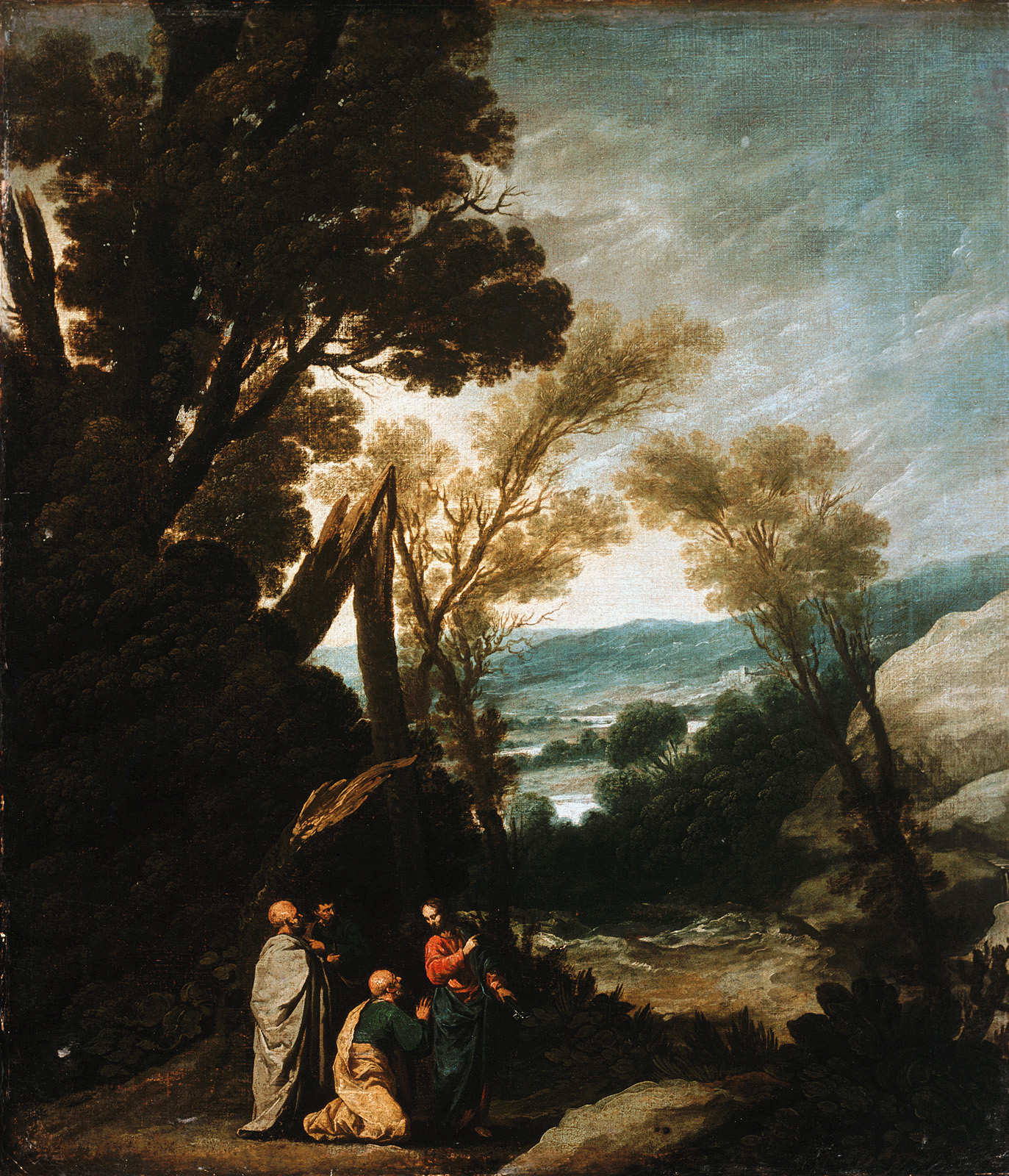
Пейзаж с Христом, передающим ключи Святому Петру. 1630-е. Холст, масло. Национальная галерея Словении, Любляна
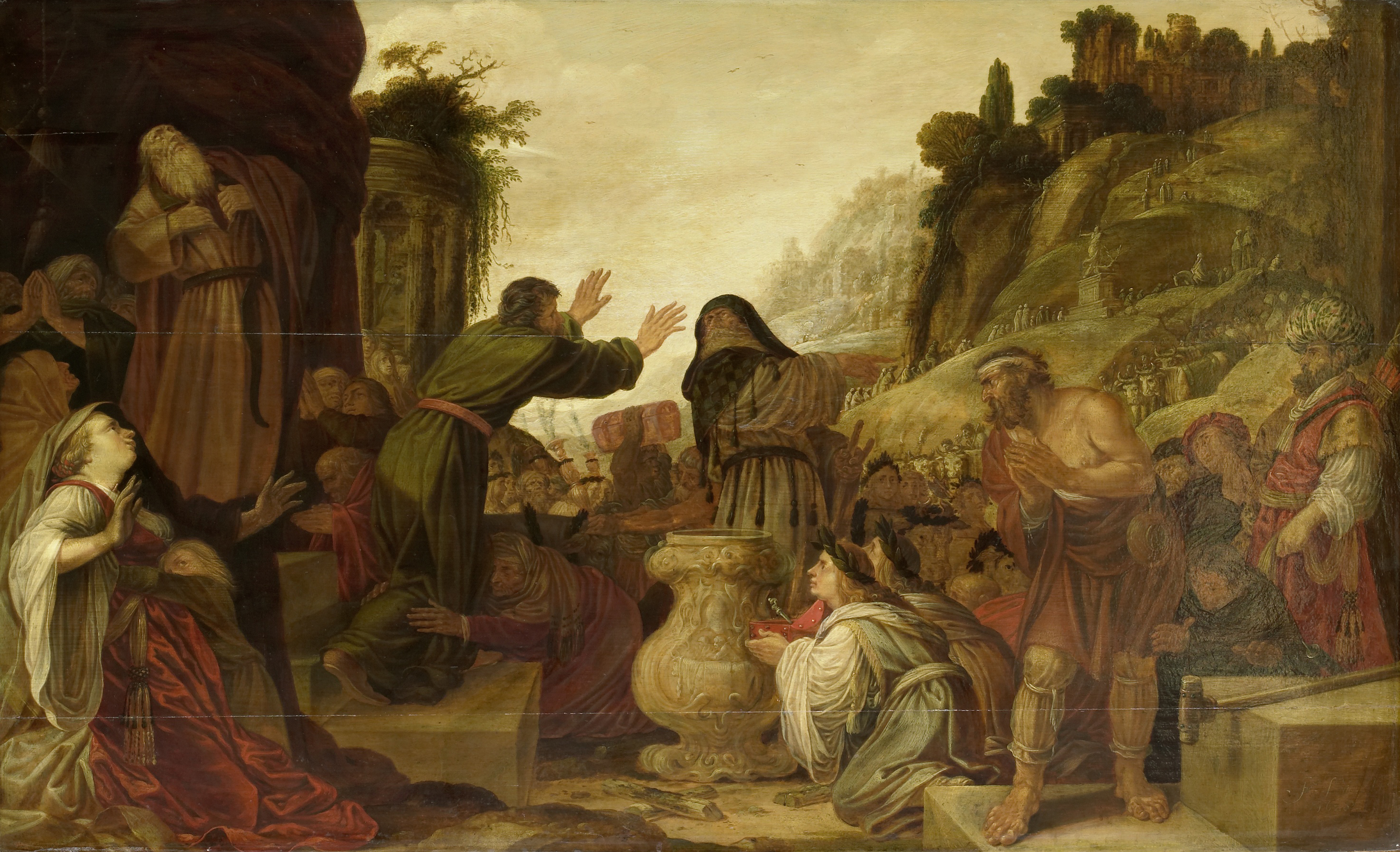
Жертвоприношение в Листре. 1628. Дерево, масло. Рейксмюсеум, Амстердам
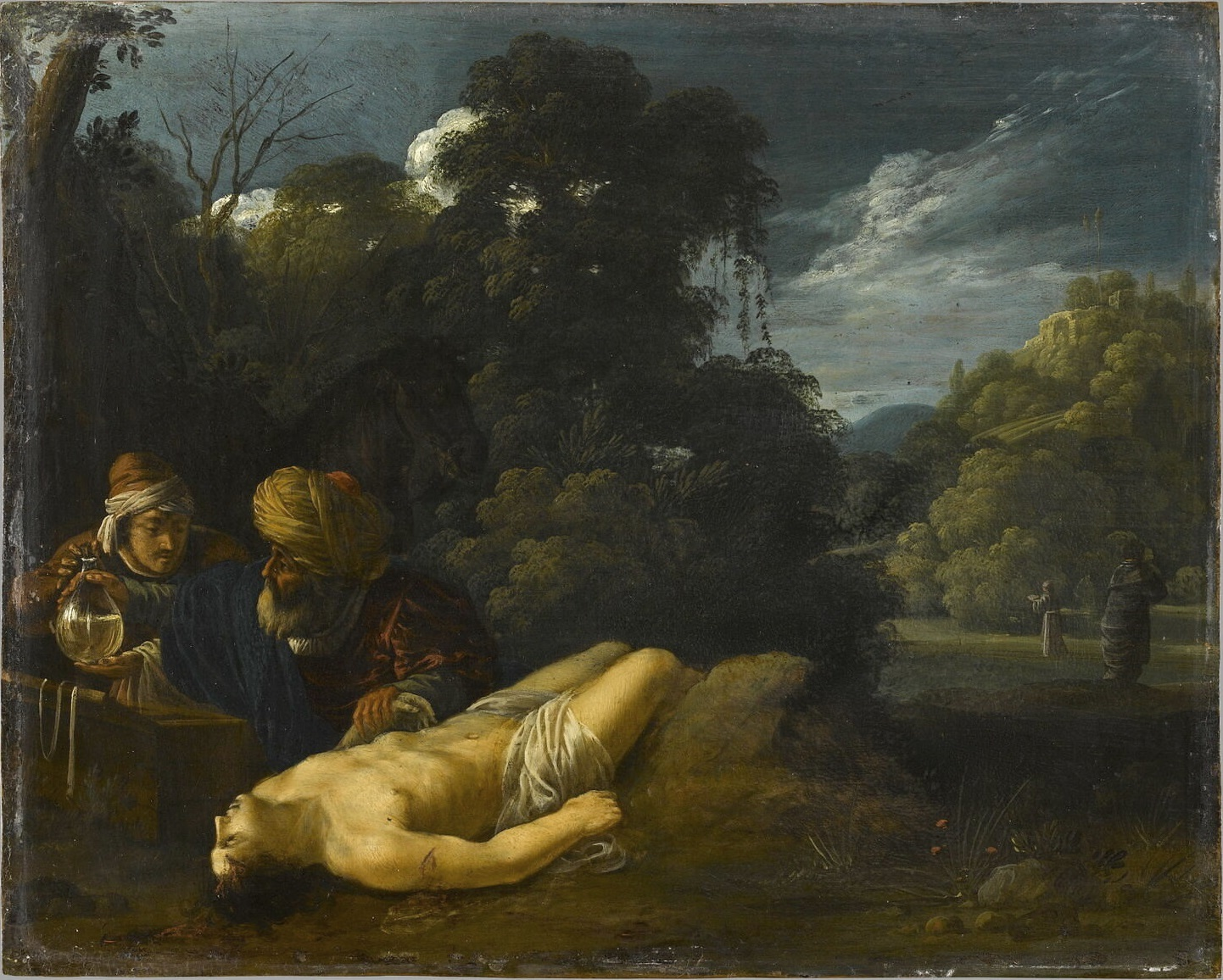
Добрый самаритянин. Ок. 1656. Медь, масло. Лувр, Париж
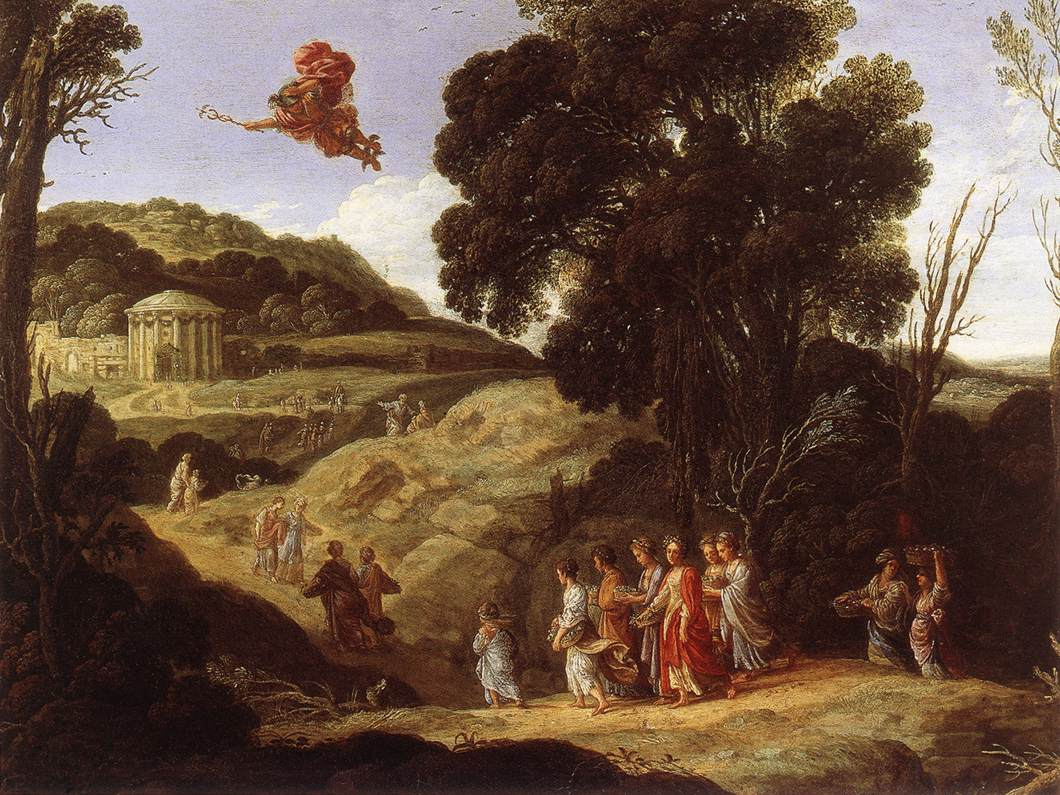
Меркурий и Герса. Ок. 1618. Медь, масло. Уффици, Флоренция
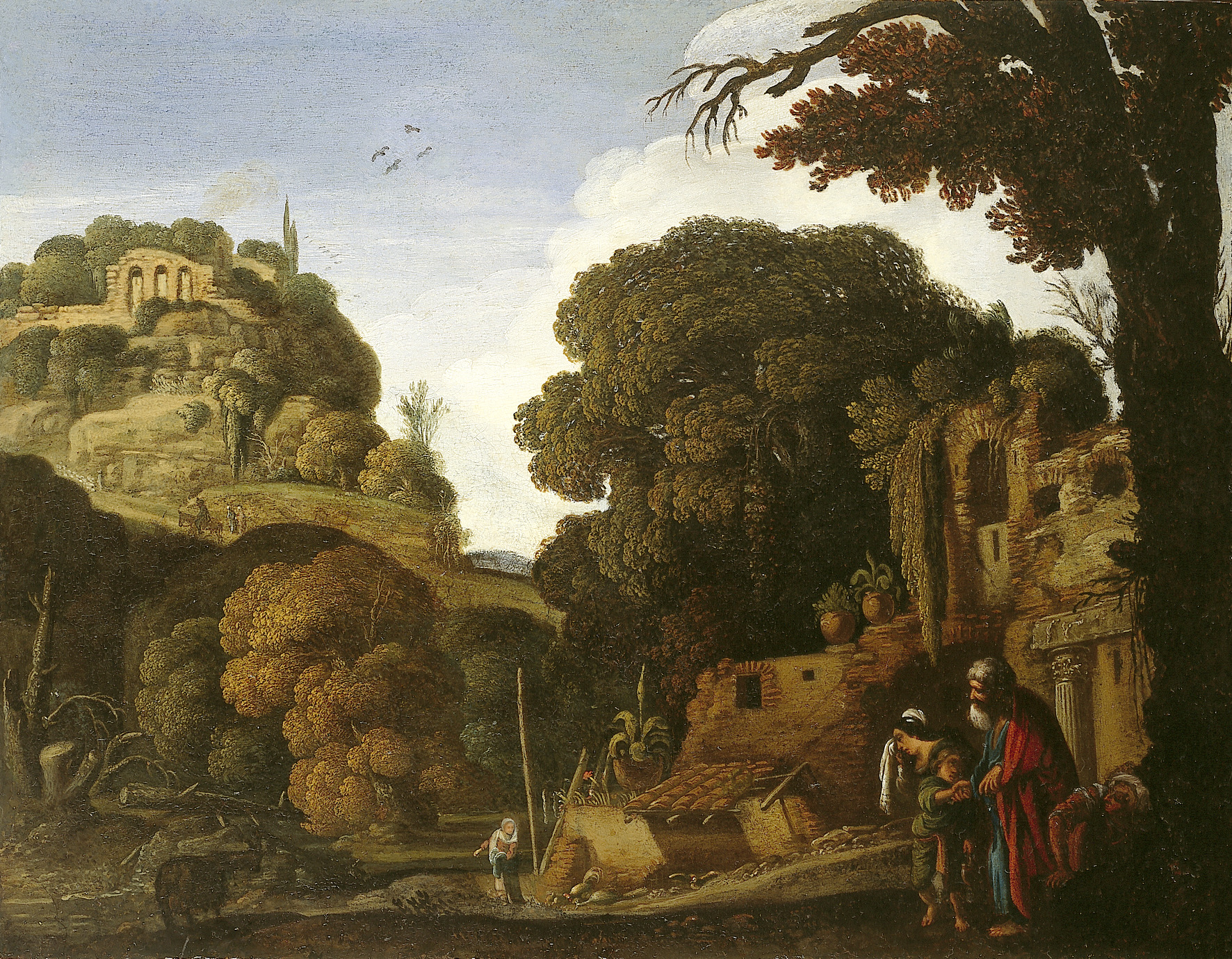
Пейзаж с изгнанием Агари и Измаила. Между 1600 и 1629. Медь, масло. Агентство культурного наследия Нидерландов
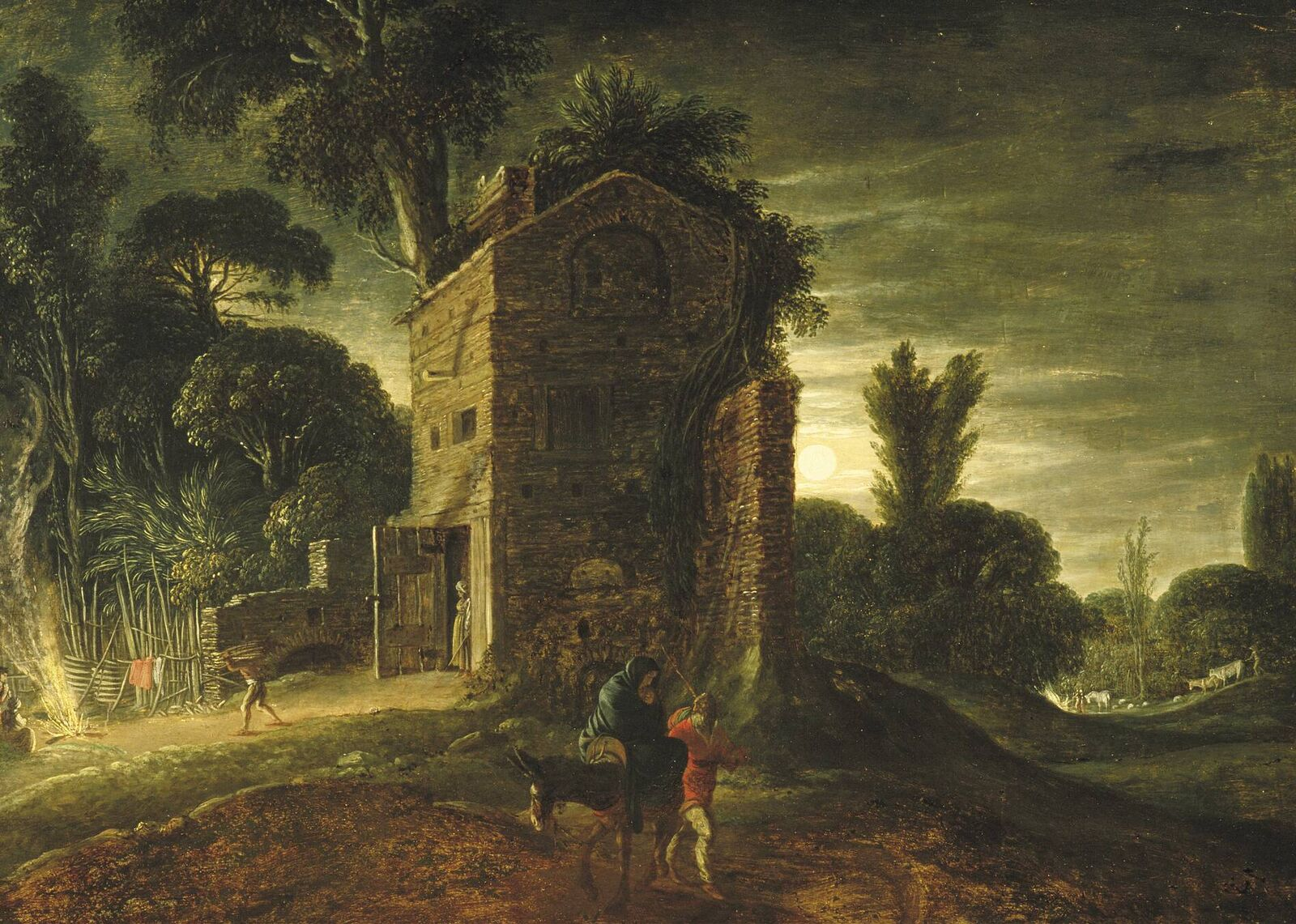
Бегство в Египет. Между 1625 и 1630. Дерево, масло. Музей Бойманса-ван Бёнингена, Роттердам